# Los Angeles Film Critics Association Awards/Bester Nachwuchs
Seit 1976 werden bei den Los Angeles Film Critics Association Awards auch erfolgversprechende Nachwuchsakteure der Filmbranche mit dem New Generation Award geehrt. 1984–1985, 1987–1988, 1990 und 1992 wurden keine Preise in dieser Kategorie vergeben.

## Ausgezeichnete
| Jahr       | Preisträger/-in                                      | Art der Tätigkeit                                    | Film                                                          |                                           |
| ---------- | ---------------------------------------------------- | ---------------------------------------------------- | ------------------------------------------------------------- | ----------------------------------------- |
| 1976       | Martin Scorsese                                      | Regisseur                                            | Taxi Driver                                                   |                                           |
| 1976       | Jodie Foster                                         | Schauspielerin                                       | Taxi Driver                                                   |                                           |
| 1977       | Joan Micklin Silver                                  | Autor/Regisseur                                      | Zwischen den Zeilen                                           |                                           |
| 1978       | Gary Busey                                           | Schauspieler                                         | Die Buddy Holly Story                                         |                                           |
| 1979       | John Carpenter                                       | Autor/Regisseur                                      | Halloween – Die Nacht des Grauens                             |                                           |
| 1980       | Carroll Ballard                                      | Regisseur                                            | Der schwarze Hengst                                           |                                           |
| 1981       | John Guare                                           | Autor                                                | Atlantic City, USA                                            |                                           |
| 1982       | Melissa Mathison                                     | Autorin                                              | E.T. – Der Außerirdische                                      |                                           |
| 1983       | Sean Penn                                            | Schauspieler                                         | Bad Boys – Klein und gefährlich Ich glaub’, ich steh’ im Wald |                                           |
| 1984– 1985 | Preis nicht vergeben                                 | Preis nicht vergeben                                 | Preis nicht vergeben                                          |                                           |
| 1986       | Spike Lee                                            | Regisseur, Autor, Produzent, Editor und Schauspieler | Nola Darling                                                  |                                           |
| 1987– 1988 | Preis nicht vergeben                                 | Preis nicht vergeben                                 | Preis nicht vergeben                                          |                                           |
| 1989       | Laura San Giacomo                                    | Schauspielerin                                       | Sex, Lügen und Video                                          |                                           |
| 1990       | Keine Preisverleihung in dieser Kategorie            | Keine Preisverleihung in dieser Kategorie            | Keine Preisverleihung in dieser Kategorie                     | Keine Preisverleihung in dieser Kategorie |
| 1991       | Carl Franklin                                        | Regisseur                                            | One False Move                                                |                                           |
| 1992       | Keine Preisverleihung in dieser Kategorie            | Keine Preisverleihung in dieser Kategorie            | Keine Preisverleihung in dieser Kategorie                     | Keine Preisverleihung in dieser Kategorie |
| 1993       | Leonardo DiCaprio                                    | Schauspieler                                         | Gilbert Grape – Irgendwo in Iowa                              |                                           |
| 1994       | John Dahl                                            | Autor/Regisseur                                      | Die letzte Verführung                                         |                                           |
| 1995       | Alfonso Cuarón                                       | Regisseur                                            | Little Princess                                               |                                           |
| 1996       | Emily Watson                                         | Schauspielerin                                       | Breaking the Waves                                            |                                           |
| 1997       | Paul Thomas Anderson                                 | Autor/Regisseur                                      | Last Exit Reno Boogie Nights                                  |                                           |
| 1998       | Wes Anderson                                         | Autor/Regisseur                                      | Rushmore                                                      |                                           |
| 1999       | Alexander Payne                                      | Autor/Regisseur                                      | Baby Business Election                                        |                                           |
| 1999       | Jim Taylor                                           | Autor                                                | Baby Business Election                                        |                                           |
| 2000       | Mark Ruffalo                                         | Schauspieler                                         | You Can Count on Me                                           |                                           |
| 2001       | John Cameron Mitchell                                | Regisseur                                            | Hedwig and the Angry Inch                                     |                                           |
| 2002       | Lynne Ramsay                                         | Autorin/Regisseurin                                  | Morvern Callar                                                |                                           |
| 2003       | Scarlett Johansson                                   | Schauspielerin                                       | Lost in Translation                                           |                                           |
| 2004       | Joshua Marston                                       | Regisseur                                            | Maria voll der Gnade                                          |                                           |
| 2004       | Catalina Sandino Moreno                              | Schauspielerin                                       | Maria voll der Gnade                                          |                                           |
| 2005       | Terrence Howard                                      | Schauspieler                                         | L.A. Crash                                                    |                                           |
| 2006       | Michael Arndt                                        | Drehbuchautor                                        | Little Miss Sunshine                                          |                                           |
| 2006       | Jonathan Dayton und Valerie Faris                    | Regisseur                                            | Little Miss Sunshine                                          |                                           |
| 2007       | Sarah Polley                                         | Autorin/Regisseurin                                  | An ihrer Seite                                                |                                           |
| 2008       | Steve McQueen                                        | Autor/Regisseur                                      | Hunger                                                        |                                           |
| 2009       | Neill Blomkamp                                       | Autor/Regisseur                                      | District 9                                                    |                                           |
| 2010       | Lena Dunham                                          | Autorin/Regisseurin                                  | Tiny Furniture                                                |                                           |
| 2011       | Antonio Campos Sean Durkin Josh Mond Elizabeth Olsen | Produzent Regie/Drehbuch Produktion Schauspielerin   | Martha Marcy May Marlene                                      |                                           |
| 2012       | Benh Zeitlin                                         | Autor/Regisseur                                      | Beasts of the Southern Wild                                   |                                           |
| 2013       | Megan Ellison                                        | Produzentin                                          | Her American Hustle                                           |                                           |
| 2014       | Ava DuVernay                                         | Regisseurin                                          | Selma                                                         |                                           |
| 2015       | Ryan Coogler                                         | Autor/Regisseur                                      | Creed – Rocky’s Legacy                                        |                                           |
| 2016       | Trey Edward Shults Krisha Fairchild                  | Regisseurin Schauspielerin                           | Krisha                                                        |                                           |
| 2017       | Greta Gerwig                                         | Autorin/Regisseurin                                  | Lady Bird                                                     |                                           |
| 2018       | Chloé Zhao                                           | Autorin/Regisseurin                                  | The Rider                                                     |                                           |
| 2019       | Joe Talbot Jimmie Fails Jonathan Majors              | Autor/Regisseur Schauspieler                         | The Last Black Man In San Francisco                           |                                           |
| 2020       | Radha Blank                                          | Autorin/Regisseurin/Schauspielerin                   | Mein 40-jähriges Ich                                          |                                           |
| 2021       | Shatara Michelle Ford                                | Autorin/Regisseurin/Produzentin                      | Test Pattern                                                  |                                           |
| 2021       | Tatiana Huezo                                        | Autorin/Regisseurin                                  | Feuernacht                                                    |                                           |
| 2022       | Davy Chou Park Ji-Min                                | Regisseur/Drehbuchautor Schauspieler                 | Return to Seoul                                               |                                           |
| 2023       | Celine Song                                          | Regisseurin/Drehbuchautorin                          | Past Lives – In einem anderen Leben                           |                                           |